# Sionisme général
Pour les articles homonymes, voir Sionisme (homonymie).
Les sionistes généraux (ציונים כלליים) sont un courant politique sioniste apparu dès la fin du XIXe siècle, et positionné au centre droit. Il se veut sioniste, libéral et démocratique. Il s’organise en parti politique en 1922. Allié à la gauche sioniste (Mapaï) jusqu'en 1955, il se rapproche ensuite de la droite nationaliste (Hérout), et finit par fusionner avec elle en 1973, pour former le Likoud israélien.

## Idéologie
Quoique réticents devant les débats idéologiques, les sionistes généraux se réclament du libéralisme économique et politique. Ils attirent surtout la bourgeoisie et les classes moyennes de la diaspora juive, et plus tard du Yichouv (la communauté juive en Palestine).
Ils sont modérés, aussi bien en matière de nationalisme qu'en matière politique.
Par bien des aspects (notamment son pragmatisme, son assise sociale bourgeoise, ses choix économiques et son insistance sur l'action diplomatique), le « sionisme général » est le courant de pensée le plus proche de Theodor Herzl.
Compte tenu de son assise sociale plutôt bourgeoise, la capacité du « sionisme général » à collecter des fonds pour l'installation des Juifs en Palestine sera précieuse pour le mouvement sioniste.

## Origines: 1901-1921
Le terme de « sionistes généraux » commence à être utilisé peu de temps après la création de l'Organisation sioniste mondiale, pour désigner un courant de pensée qui reste très proche de l'Organisation sioniste mondiale (OSM), créée en 1897, et qui refuse de se structurer dans un parti spécifique, contrairement aux courants de gauche de l'époque. Les « sionistes généraux » sont des indépendants, peu intéressés par les jeux des partis et les grands débats idéologiques. 
On voit cependant très tôt apparaître des associations ou "fractions", à travers lesquelles ils s'expriment. Ces fractions cohabitent cependant avec des indépendants.
En 1901, Haïm Weizmann fonde la « Fraction démocratique ». Celle-ci souhaite une « synthèse sioniste » entre sionisme pratique (surtout centré sur la colonisation en Palestine), sionisme politique (largement orienté sur l’action diplomatique) et sionisme culturel (qui veut travailler à la renaissance d’une culture nationale juive). Le débat faisait en effet à l'époque rage entre ceux qui considéraient que la colonisation juive ne pouvait démarrer sans une « charte » (c’est-à-dire un statut juridique officiel) ottomane ou internationale en faveur du sionisme en Palestine, et ceux qui considéraient qu'il fallait imposer le sionisme sur le terrain pour obtenir ce statut. 
L'originalité de Weizmann est de proposer une approche simultanée, qui deviendra progressivement l'approche officielle du mouvement sioniste. Cette approche unifiée explique aussi le soutien des partis de gauche, tenant du sionisme pratique, à Weizmann. Au neuvième Congrès sioniste de Hambourg, en 1909, Weizmann s'affirme comme un chef de l'opposition, partisane d'une action plus décidée sur le terrain palestinien, et est soutenu par les partis de gauche, à l'époque encore très minoritaires. Cette alliance se renforcera après la Seconde Guerre mondiale, et durera jusqu'aux années 1950.
En 1903, c’est la fondation de la « Fraction unifiée », qui entend représenter un « sionisme général », c’est-à-dire apolitique et tourné vers une défense « générale » des intérêts du peuple juif et du sionisme. En cela, ils se veulent différend des partis de gauche en cours d’organisation, qui défendent l’intérêt de la classe ouvrière, ou des sionistes religieux du Mizrahi, qui défendent l’intérêt du public religieux. 
Lors des élections aux congrès sionistes de l’OSM (tous les deux ans), les factions et indépendants de cette mouvance encore mal organisée apparaissent comme dominants, et ce jusqu’au congrès sioniste de Carlsbad, en 1921.
Il n’en va pas de même sur le terrain en Palestine. La seconde aliyah (1903-1914) et la troisième Aliyah (1919-1923) sont nettement dominées par le courant sioniste socialiste.
Une division des taches apparaît donc : 
- un courant centriste, modéré, bien implanté en diaspora, dominant au sein de l’OSM, menant des actions diplomatiques internationales et finançant le mouvement : les sionistes généraux, bien implanté dans les classes moyennes juives et la bourgeoisie.
- Un courant pionnier, animé par de très jeunes gens, orienté à gauche, et qui constitue les gros bataillons de l’émigration en Palestine.

Pendant cette période (1901-1921), l'OSM va mener une activité diplomatique intense auprès des grandes puissances. Ce sont surtout des membres du courant « général » qui sont actifs dans cette stratégie. L’objectif du sionisme est en effet d’obtenir un « Foyer national juif » en Palestine. Mais celle-ci appartient à l’Empire ottoman. Les contacts de Theodor Herzl avec le sultan Ottoman n’ont rien donné. Les Ottomans acceptent une certaine immigration juive, mais ne veulent pas aller au-delà. Les sionistes vont donc mener une action diplomatique auprès d’autres puissances, pour tenter d’obtenir un soutien. Herzl lui-même, assez proche du courant « général », aura divers contacts avec les grandes puissances.
La percée décisive est obtenue en 1917 : Haïm Weizmann, un des principaux dirigeants du sionisme général, citoyen anglais depuis 1910, parvient après un intense lobbying à intéresser le gouvernement Britannique à l’établissement d’un « Foyer National Juif » en Palestine. 
Pour les Britanniques, deux éléments semblent avoir joué : 
- l’implantation d’une colonie européenne près du canal de Suez sécurisait une voie de communication importante pour leur empire,
- par cette promesse, ils entendaient se gagner le public juif américain, à une heure ou ils tentaient de convaincre les États-Unis de rentrer dans la première guerre mondiale à leur côté.

En 1917, le gouvernement britannique adresse donc à Haïm Weizmann un courrier qui sera par la suite connue sous le nom de « déclaration Balfour », par lequel il s’engage à soutenir la création d’un « Foyer national juif » en Palestine.
Le sionisme avait jusqu’alors connu un vrai problème de crédibilité, qui nuisait à son influence au sein des communautés juives : il semblait peu probable que les Ottomans acceptent jamais la formation d’une entité nationale juive quelconque sur une partie de leur empire. Avec la déclaration Balfour, les sionistes généraux, plus exactement Haïm Weizmann, réglaient la question. Le sionisme avait maintenant un allié de premier plan au niveau mondial, et obtenait une nouvelle crédibilité.

## La création du parti (1922)
En 1920, la conférence de San Remo décide de l’établissement d’un « Foyer national juif » en Palestine supervisé par les Britanniques. En 1922, la Société des Nations établit un mandat britannique en ce sens sur la Palestine. On parlera entre 1920 et 1948 de Palestine mandataire.
Un parlement sioniste est établi en Palestine dès 1920 (Asefat ha-nivharim), et un exécutif sioniste en 1922 : l’Agence juive.
Le sionisme général ressent donc le besoin de s’organiser. En 1922, divers groupes et factions établissent l'Organisation des sionistes généraux. Les sionistes généraux bénéficient politiquement du succès de Weizmann. S’ils restent toujours relativement peu présent en terre sainte, leurs résultats électoraux en Diaspora sont excellents. En 1920, Weizmann devient le président de l’OSM, et il le restera presque sans interruption jusqu’en 1946. Au congrès sioniste de Carlsbad, en 1921, encore inorganisés, les sionistes généraux apparaissent comme dominants.
En 1922, les sionistes obtiennent 32 élus (sur 47 députés et sénateurs juifs) au Parlement polonais. Le courant sioniste le plus influent est celui des sionistes généraux, dirigés par Yitzhak Gruenbaum.

## L’alliance avec les travaillistes
Si le nouveau parti des sionistes généraux est dominant dans l’OSM (il le restera jusqu’aux élections de 1933), les sionistes de gauche (Achdut Ha'avoda et Hapoel Hatzaïr) sont dominants en Palestine, en particulier à travers leur puissant syndicat, la Histadrout. 
Weizmann, depuis 1920 le président de l’OSM, va bâtir avec eux une alliance stratégique qui durera jusqu’aux années 1950. Les sionistes de gauche soutiennent les sionistes généraux au sein de l’OSM, et ceux-ci soutiennent les sionistes de gauche en Palestine.

## La concurrence du parti Révisionniste (1925)
En 1925, Vladimir Jabotinsky crée le Parti révisionniste à Paris, pour « réviser » le sionisme. Jabotinsky critique ce qu’il estime être le manque de pugnacité de l’OSM, mais aussi l’alliance privilégiée de Weizmann avec la gauche. Sur le plan territorial, il réclame un État juif sur les deux rives du fleuve Jourdain, c’est-à-dire regroupant la Palestine et l’actuelle Jordanie. Le parti Révisionniste se présente ainsi comme un parti plus à droite que les sionistes généraux. 
Les résultats électoraux (au sein de l’OSM) sont d’abord modestes. Les révisionnistes n’obtiennent ainsi qu’environ 7 % des voix aux élections de 1929. Mais après les émeutes arabes de 1929 et 1930 en Palestine, ils progressent spectaculairement, passant à 21 % en 1931.

## La perte de la majorité à l’OSM (1931-1933)
Les Sionistes généraux sont restés fidèles à leur alliance avec la gauche, mais la progression régulière de celle-ci (valorisée par son implantation en Palestine) et la concurrence de la nouvelle droite nationaliste fragilise la position de Weizmann. 
Au XVIIe congrès de Bâle, en 1931, Weizmann est mis en cause pour une politique trop pro-britannique. Ceux-ci, depuis les émeutes de 1929, commencent à envisager des mesures de limitation de l'immigration juive. Celles-ci seront finalement restreintes, mais la tension commence à monter entre le sionisme (surtout chez les révisionnistes) et la Grande-Bretagne.
De 1931 à 1935, Weizmann, déçu par les attaque reçues, démissionne de la direction de l’Organisation sioniste mondiale. 
En 1933, les partis de gauche (dominés par le Mapaï, fondé en 1930) obtiennent 44 % des voix au sein de l’OSM, et les révisionnistes reculent (à 14 %). Les sionistes généraux ont maintenant perdu leur position dominante au sein de l’OSM. Weizmann redevient cependant le président en 1935, mais l’alliance a changé de nature. Jusqu’alors, depuis les premiers congrès sionistes, les libéraux étaient dominants au sein de l’OSM. Ils sont maintenant dépendant de la gauche travailliste et de leur alliance avec elle.
Paradoxalement, à compter de 1924, les quatrièmes (1924-1928) et cinquièmes Aliyah (1929-1939) amènent des masses d’immigrant moins marqués à gauche, plus conservateurs. Les libéraux trouvent là (mais aussi les sionistes religieux du Mizrahi et la droite nationaliste du Parti révisionniste) une base sociale en Palestine plus structurée, alors même que leur influence se réduit au sein de l’OSM.

## Le programme de Biltmore (1942) et l'après-guerre
Jusqu’alors, le mouvement sioniste était resté flou sur son objectif final, pour ne pas prendre de front les Britanniques. En 1939, après la grande révolte arabe, ceux-ci prennent une direction plus hostiles au sionisme, exprimée dans le 3e livre blanc sur la Palestine, document rejetant formellement la création d'un État juif (voir aussi le chapitre histoire du sionisme : La grande révolte arabe 1935-1939). En 1942, le congrès de l’OSM qui se tient à Biltmore (É.-U.) revendique un état juif sur l’ensemble de la Palestine mandataire. Les sionistes généraux et les travaillistes ont de nouveau avancé ensemble.
En 1946, à l'âge de 72 ans, Weizmann essuie un vote de défiance lors du premier congrès sioniste d'après-guerre. Il avait en effet soutenu la participation sioniste à la conférence de Londres voulue par les Britanniques, mais majoritairement rejetée par l'OSM (cette conférence devait discuter d'une division de la Palestine en 4 cantons). Il quitte la présidence de l’OSM. Par déférence pour sa personne, le poste de président ne sera pas pourvu (il ne le sera qu'en 1956).

## La création de l’État (1948)
En 1948, l’ONU propose la division de la Palestine mandataire en deux États, l’un juif (sur 55 % de la Palestine), l’autre arabe. La droite révisionniste s’oppose violemment à ce partage d'Eretz Israël (Israël dans ses frontières bibliques). Voir l’article détaillé : Plan de partage de la Palestine.
Les travaillistes et leurs alliés libéraux l’acceptent.
Le 14 mai 1948, David Ben Gourion, le chef des travaillistes, proclame la naissance d’Israël. En février 1949, Haïm Weizmann prend la présidence du nouvel état, poste prestigieux mais sans grand pouvoir.

## La rupture avec les travaillistes (1955) et la création du Likoud (1973)
Les premiers résultats électoraux, en 1949, sont modestes pour un parti qui a été le cœur du mouvement sioniste : 5,2 % des voix.
En 1951, par contre, le parti fait un bond spectaculaire, et passe les 16 %. Il devient le second parti du pays. C’est son apogée.
Mais au début des années 1950, les sionistes généraux supportent de plus en plus mal l’hégémonie de la gauche travailliste. Weizmann, l'allié historique des travaillistes, est mort en 1952. L’affaire Kastner est l’occasion de la rupture : lorsque ce sauveteur de la Shoah est condamné pour avoir « vendu son âme au diable » en la personne d’Eichmann, une motion de défiance est déposée contre le gouvernement Sharett par le Hérout et les communistes. Les sionistes généraux refusent de soutenir le gouvernement. C’est la rupture de la vieille alliance qui les liaient depuis des décennies, et ils passent à l’opposition. Leur score régresse, et tombe à 6,2 % en 1959.
En 1961, ils se groupent donc avec les centristes du « parti progressiste » (centre droit), pour former le « parti libéral », qui obtient 13,6 % des voix. Peu de temps après, ils entrent dans une alliance électorale (Gahal) avec leur vieux rivaux de la droite, le Hérout (héritier du Parti révisionniste). Pour la première fois en Israël et dans l’histoire du mouvement sioniste depuis 1925, la droite sioniste est unie. En 1965, le Gahal devient le second groupe à la Knesset, avec  21,3 % des voix.
En 1965 toujours, une partie des anciens membres centristes du « parti progressiste », mécontents de l’alliance avec le Hérout, trop à droite à leur goût, quittent le parti libéral et créent le « parti libéral indépendant ». Ils obtiennent 3,8 % des voix en 1965 et 5 sièges, puis ne cessent de régresser, jusqu’à leur disparition de la Knesset aux élections de 1981. Ils rejoignent alors le parti travailliste (Mapaï).
En 1967, le Gahal forme un gouvernement d’union national avec la gauche, à la veille de la guerre des Six Jours. Il y restera jusqu’en août 1970, où il quittera le gouvernement pour protester contre le plan Rogers, un plan de paix américain. Le Gahal milite alors en faveur du grand Israël, montrant ainsi une radicalisation nationaliste des libéraux.
En 1973, les libéraux et le Hérout sont les principaux fondateurs du nouveau grand parti de la droite Israélienne, le Likoud. La base idéologique du nouveau parti (en particulier sa défense du grand Israël) doit cependant plus au Hérout qu’aux sionistes généraux historiques.
Le Likoud accède au pouvoir comme parti dominant pour la première fois en 1977, avec 33,4 % des voix.

## Résultats électoraux
| Année       | 1949  | 1951   | 1955   | 1959  | 1961   |
| Pourcentage | 5,2 % | 16,2 % | 10,2 % | 6,2 % | 13,6 % |
| Sièges      | 7     | 20     | 13     | 8     | 17     |
| ----------- | ----- | ------ | ------ | ----- | ------ |

Source : le site de la Knesset.
En 1961, les sionistes généraux n'existent plus vraiment : ils se présentent au sein d'un nouveau parti regroupant le centre droit : le parti libéral.
À partir de 1965, il n'y a plus de liste autonome des sionistes généraux : ils se présentent au sein d'un cartel électoral, le Gahal, ancêtre du Likoud.